# God Shuffled His Feet
God Shuffled His Feet è il secondo album in studio del gruppo musicale canadese Crash Test Dummies, pubblicato il 26 ottobre 1993.
Il singolo Mmm Mmm Mmm Mmm ebbe molto successo.

## Tracce
1. God Shuffled His Feet – 5:10
2. Afternoons & Coffeespoons – 3:56
3. Mmm Mmm Mmm Mmm – 3:55
4. In the Days of the Caveman – 3:41
5. Swimming in Your Ocean – 3:49
6. Here I Stand Before Me – 3:07
7. I Think I'll Disappear Now – 4:52
8. How Does a Duck Know? – 3:42
9. When I Go Out with Artists – 3:44
10. The Psychic – 3:48
11. Two Knights and Maidens – 3:25
12. Untitled – 1:43

## Musicisti
- Brad Roberts - cantante, chitarra, pianoforte
- Ellen Reid - coro, tastiera, fisarmonica
- Benjamin Darvill - mandolino, chitarra, armonica a bocca
- Dan Roberts - basso
- Mitch Dorge - batteria, percussioni

Altri musicisti
- Adrian Belew - chitarra in God Shuffled His Feet
- Kerry Nation - coro in Afternoons & Coffeespoons